# Altrichthys azurelineatus
Altrichthys azurelineatus là một loài cá biển thuộc chi Altrichthys trong họ Cá thia. Loài này được mô tả lần đầu tiên vào năm 1928.

## Từ nguyên
Từ định danh azurelineatus được ghép bởi hai âm tiết trong tiếng Latinh: azurea ("xanh dương") và lineatus ("có sọc"), hàm ý đề cập đến các vạch màu xanh nhạt trên vảy của loài cá này.

## Phạm vi phân bố và môi trường sống
A. azurelineatus là một loài đặc hữu của Philippines, chỉ được tìm thấy tại quần đảo Calamian và phía bắc đảo Palawan ở độ sâu đến ít nhất là 10 m. A. azurelineatus sống phụ thuộc vào những cụm san hô nhánh, đặc biệt là hai loài san hô Porites cylindrica và Echinopora horrida.
A. azurelineatus có phạm vi phân bố nhỏ hẹp, cộng thêm việc rạn san hô ở những khu vực này đang bị suy thoái (do biến đổi khí hậu và acid hóa đại dương) cũng như các hoạt động đánh bắt tận diệt nên môi trường sống của loài cá này cũng bị ảnh hưởng theo. Vì vậy, A. azurelineatus được xếp vào danh sách Loài sắp nguy cấp.

## Mô tả
Chiều dài lớn nhất được ghi nhận ở A. azurelineatus là 6,5 cm. A. azurelineatus có màu xanh lục lam, đặc biệt ở vây lưng và trên hai thùy đuôi có dải viền đen giúp phân biệt với hai loài còn lại trong chi Altrichthys.
Số gai ở vây lưng: 14; Số tia vây ở vây lưng: 13–14; Số gai ở vây hậu môn: 2; Số tia vây ở vây hậu môn: 14–15; Số gai ở vây bụng: 1; Số tia vây ở vây bụng: 5.

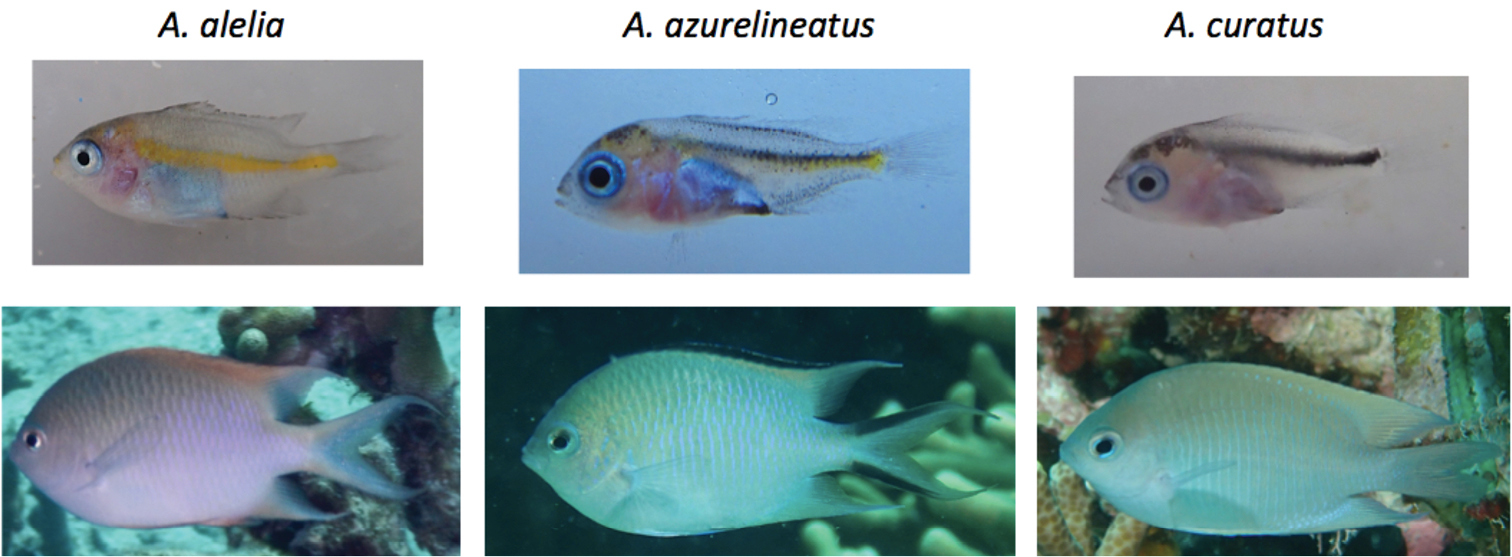
Cá bột và cá trưởng thành của ba loài Altrichthys

## Sinh thái học
Thức ăn của A. azurelineatus là các loài động vật phù du. Altrichthys và Acanthochromis polyacanthus là những loài cá thia mà cá con nhận được sự chăm sóc và bảo vệ của cả cá bố mẹ, bỏ qua giai đoạn là ấu trùng trôi nổi ngoài biển khơi. Đây là điều rất ít được quan sát ở hầu hết các loài cá rạn san hô.